# Rajonskreisgericht Kaunas
Das Rajonskreisgericht Kaunas (litauisch Kauno rajono apylinkės teismas) war bis 2013 ein Kreisgericht mit neun Richtern in Kaunas, der zweitgrößten Stadt der Republik Litauen.
Adresse war Kęstučio Str. 29, Kaunas, LT-44312.

## Richter
- Gerichtspräsident: Virginijus Kalkauskas (* 1962)
- Stellvertreter: Algerdas Urbšys[3].

## Weitere Gerichte in Kaunas

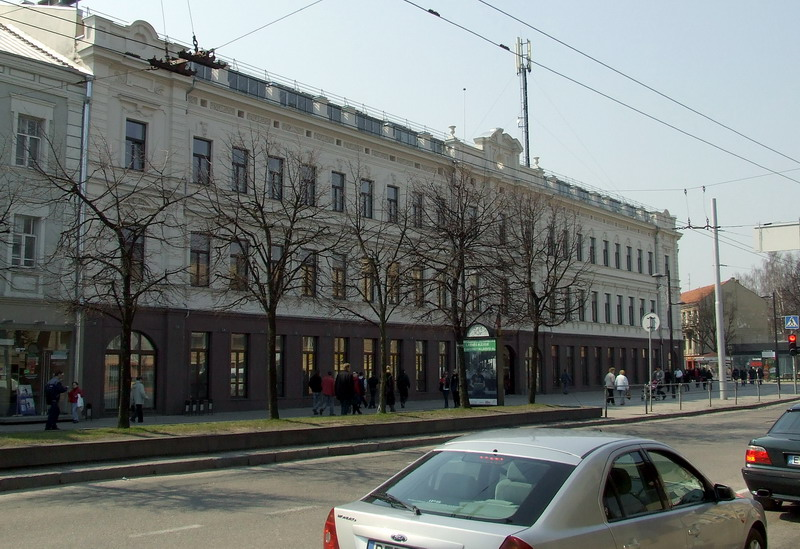
Kreisgericht Kaunas

- Bezirksverwaltungsgericht Kaunas
- Bezirksgericht Kaunas
- Kreisgericht Kaunas